# Funa Tonaki
Fūna Tonaki (en japonès: 渡名喜 風南, Tonaki Funa; Sagamihara, Prefectura de Kanagawa, 1 d'agost de 1995) és una judoka japonesa, ja retirada, que competia en la categoria de pes extra lleuger (-48 Kg). Va participar en 1 Olimpíada, guanyant la medalla de plata als Jocs Olímpics de Tòquio 2020. A més va guanyar 4 medalles (2 d'or) en els Campionats del Món i 1 medalla de bronze al Campionat Asiàtic d'aquest esport el 2016.
L'1 de febrer del 2024, va anunciar la seva retirada.

## Trajectòria professional
| Jocs Olímpics     | Jocs Olímpics | Jocs Olímpics | Jocs Olímpics |
| Any               | Indret        | Posició       | Categoria     |
| ----------------- | ------------- | ------------- | ------------- |
| 2020              | Tòquio        | 2             | -48 kg        |
| Campionat Mundial |               |               |               |
| Any               | Indret        | Medalla       | Categoria     |
| 2017              | Budapest      | 1             | –48 kg        |
| 2018              | Bakú          | 2             | –48 kg        |
| 2019              | Tòquio        | 2             | –48 kg        |
| 2022              | Taixkent      | 7a posició    | -48 kg        |
| Campionat Asiàtic |               |               |               |
| Any               | Indret        | Medalla       | Categoria     |
| 2016              | Taixkent      | 3             | –48 kg        |
| 2017              | Hong Kong     | 5a posició    | -48 kg        |